# Persone di nome Emilia
| Questa pagina contiene informazioni ricavate automaticamente dalle voci biografiche con l'ausilio del template Bio e di un bot. L'aggiornamento è periodico e automatico e ricostruisce completamente la pagina. Se manca una persona in questa lista, sei pregato di non aggiungerla, ma accertati piuttosto che la sua voce biografica contenga il template Bio e che i dati anagrafici siano correttamente compilati. Se il template Bio manca, inseriscilo tu stesso o, in alternativa, metti l'avviso {{tmp\|Bio}} che ne segnala la mancanza. Se i dati riportati sono sbagliati, correggi direttamente la voce biografica; le modifiche saranno visibili in questa lista entro pochi giorni. Per chiarimenti vedi il progetto antroponimi. La lista contiene solo le 89 persone che sono citate nell'enciclopedia e per le quali è stato implementato correttamente il template Bio. Pagina aggiornata al 22 lug 2025. |

Questa è una lista di persone presenti nell'enciclopedia che hanno il nome Emilia, suddivise per attività principale.

## Atlete(1)
- Maria Spirescu, atleta e bobbista rumena (Miercurea Ciuc, n. 1980)

## Attiviste(2)
- Jessie Boucherett, attivista britannica (North Willingham, n. 1825 - † 1905)
- Lia Varesio, attivista italiana (Torino, n. 1945 - Torino, † 2008)

## Attrici(8)
- Emilia Burns, attrice australiana (Brisbane, n. 1982)
- Emilia Clarke, attrice britannica (Londra, n. 1986)
- Milly Corinaldi, attrice italiana (Venezia, n. 1923 - Rocca di Papa, † 2006)
- Emilia Fox, attrice britannica (Londra, n. 1974)
- Emilia Jones, attrice britannica (Londra, n. 2002)
- Emilia Mazer, attrice argentina (Buenos Aires, n. 1965)
- Emilia Schüle, attrice e doppiatrice tedesca (Blagoveščensk, n. 1992)
- Emilia Varini, attrice e insegnante italiana (Pallanza, n. 1867 - Milano, † 1949)

## Attrici pornografiche(1)
- Milly D'Abbraccio, ex attrice pornografica italiana (Avellino, n. 1964)

## Biologhe(1)
- Emilia Chiancóne, biologa italiana (Bari, n. 1938 - Roma, † 2018)

## Calciatrici(1)
- Emilia Brodin, calciatrice svedese (Uppsala, n. 1990)

## Cantanti(1)
- Emilia Persico, cantante italiana

## Cantautrici(1)
- Emilia Mernes, cantautrice, attrice e modella argentina (Nogoyá, n. 1996)

## Cestiste(3)
- Emilia Alixandru, ex cestista rumena (Bucarest, n. 1959)
- Emilia Bove, cestista italiana (Caserta, n. 1988)
- Emilia Tłumak, ex cestista polacca (Toruń, n. 1982)

## Chitarriste(1)
- Emilia Giuliani, chitarrista e compositrice italiana (Vienna, n. 1813 - Pest, † 1850)

## Cicliste su strada(1)
- Emilia Fahlin, ciclista su strada svedese (Örebro, n. 1988)

## Clavicembaliste(1)
- Emilia Fadini, clavicembalista, pianista e musicologa italiana (Barcellona, n. 1930 - Gorlago, † 2021)

## Collaboratrici di giustizia(1)
- Emilia Libera, collaboratrice di giustizia e ex brigatista italiana (Roma, n. 1954)

## Compositrici(1)
- Emilia Giuliana di Barby-Muehlingen, compositrice tedesca (n. 1637 - Rudolstadt, † 1706)

## Danzatrici(1)
- Emilia Bernacchi, danzatrice italiana (Milano, n. 1846 - Rio de Janeiro, † 1902)

## Doppiatrici(1)
- Emilia Costa, doppiatrice italiana (Roma, n. 1967)

## Editrici(1)
- Emilia Lodigiani, editrice italiana (Milano, n. 1950)

## Filosofe(1)
- Emilia Nobile, filosofa e bibliotecaria italiana (Napoli, n. 1889 - Napoli, † 1963)

## Ginnaste(1)
- Emilia Vătăşoiu, ex ginnasta rumena (Câineni, n. 1933)

## Giocatrici di football americano(1)
- Emilia Räty, giocatrice di football americano finlandese

## Giornaliste(2)
- Emilia Cardona, giornalista e scrittrice italiana (Costigliole d'Asti, n. 1899 - Pistoia, † 1977)
- Emilia Kuster Rosselli, giornalista italiana (Livorno, n. 1905 - Milano, † 1958)

## Insegnanti(2)
- Emilia Luti, insegnante italiana (Firenze, n. 1815 - Milano, † 1882)
- Emilia Mariani, insegnante, scrittrice e attivista italiana (Torino, n. 1854 - Firenze, † 1917)

## Lottatrici(1)
- Alina Vuc, lottatrice rumena (Reșița, n. 1993)

## Medici(1)
- Emilia Ilaria, medico romana (n. 300 - † 363)

## Mezzofondiste(1)
- Emilia Pedrazzani, mezzofondista italiana (Castelleone, n. 1907)

## Mezzosoprani(1)
- Emilia Goggi, mezzosoprano italiana (Prato, n. 1817 - † 1857)

## Modelle(1)
- Emilia Docet, modella spagnola (Vigo, n. 1915 - † 1995)

## Nobildonne(5)
- Emilia Cauzzi Gonzaga, nobildonna italiana (Mantova, n. 1524 - Cremona, † 1573)
- Emilia Scaura, nobildonna romana (Roma, n. 100 a.C. - Roma, † 82 a.C.)
- Emilia di Gaeta, nobildonna italiana († 1036)
- Emilia Pio di Savoia, nobildonna italiana (Carpi - Cantiano, † 1528)
- Emilia Terzia, nobildonna romana

## Nobili(4)
- Emilia d'Assia-Kassel, nobile tedesco (Bad Hersfeld, n. 1626 - Francoforte sul Meno, † 1693)
- Emilia di Oldenburg, nobile tedesca (Delmenhorst, n. 1614 - Rudolstadt, † 1670)
- Emilia della Gherardesca, nobile italiana (Pisa - Mantova, † 1349)
- Emilia Anversiana di Nassau, nobile (Anversa, n. 1581 - Landsberg, † 1657)

## Nuotatrici(2)
- Emilia Luboslavova, nuotatrice artistica spagnola (n. 1997)
- Emilia Pikkarainen, ex nuotatrice finlandese (Vantaa, n. 1992)

## Ostacoliste(2)
- Emilia Ankiewicz, ostacolista polacca (Elbląg, n. 1990)
- Emilia Nova, ostacolista indonesiana (Giacarta, n. 1995)

## Patriote(2)
- Emilia Plater, patriota polacca (Vilnius, n. 1806 - Justinavas, † 1831)
- Emilia Toscanelli Peruzzi, patriota italiana (Pisa, n. 1827 - Antella, † 1900)

## Pianiste(1)
- Emilia Gubitosi, pianista, direttrice di coro e compositrice italiana (Napoli, n. 1887 - Napoli, † 1972)

## Pittrici(1)
- Emilia Zampetti Nava, pittrice italiana (Camerino, n. 1883 - Roma, † 1970)

## Poetesse(1)
- Emilia Lanier, poetessa inglese (Bishopsgate, n. 1569 - Londra, † 1645)

## Politiche(5)
- Emilia Calini, politica italiana (Legnano, n. 1954)
- Emilia De Biasi, politica italiana (San Severo, n. 1958 - Milano, † 2021)
- Emilia Mariottini, politica italiana (Firenze, n. 1897 - Firenze, † 1980)
- Milly Moratti, politica italiana (Milano, n. 1946)
- Emilia Sykes, politica statunitense (Akron, n. 1986)

## Principesse(2)
- Emilia di Schwarzburg-Sondershausen, principessa tedesca (Sondershausen, n. 1800 - Detmold, † 1867)
- Emilia di Nassau, principessa (Colonia, n. 1569 - Ginevra, † 1629)

## Registe(1)
- Emilia Suriano, regista televisiva italiana (Roma)

## Religiose(3)
- Emilia Bicchieri, religiosa italiana (Vercelli, n. 1238 - Vercelli, † 1314)
- Emilia de Rodat, religiosa francese (Druelle, n. 1787 - Villefranche-de-Rouergue, † 1852)
- Emilia de Vialar, religiosa e santa francese (Gaillac, n. 1797 - Marsiglia, † 1856)

## Saggiste(1)
- Emilia Rensi, saggista italiana (Bellinzona, n. 1901 - Genova, † 1990)

## Sciatrici alpine(2)
- Emilia Herzgsell, sciatrice alpina austriaca (n. 2005)
- Emilia Mondinelli, sciatrice alpina italiana (n. 2004)

## Scrittrici(6)
- Emilia Dilke, scrittrice, storica dell'arte e sindacalista britannica (Ilfracombe, n. 1840 - Ilfracombe, † 1904)
- Emilia Errera, scrittrice italiana (Trieste, n. 1866 - Milano, † 1901)
- Emilia Ferretti Viola, scrittrice italiana (Milano, n. 1844 - Roma, † 1929)
- Emilia Pardo Bazán, scrittrice, giornalista e saggista spagnola (La Coruña, n. 1851 - Madrid, † 1921)
- Emilia Salvioni, scrittrice italiana (Bologna, n. 1895 - Bologna, † 1968)
- Emilia Sarogni, scrittrice e saggista italiana (Piacenza, n. 1937)

## Soprani(3)
- Emilia Boldrini, soprano italiano (Bologna, n. 1822)
- Emilia Corsi, soprano italiano (Lisbona, n. 1870 - Bologna, † 1928)
- Emilia Cundari, soprano italiano (Detroit, n. 1930 - Southfield, † 2005)

## Storiche dell'arte(1)
- Emilia Zinzi, storica dell'arte italiana (Catanzaro, n. 1921 - Catanzaro, † 2004)

## Tuffatrici(1)
- Emilia Nilsson Garip, tuffatrice svedese (Malmö, n. 2003)

## Veliste(1)
- Emilia Tsoulfa, velista greca (Atene, n. 1973)

## Senza attività specificata(6)
- Emilia van Nassau-Beverweerd, olandese (L'Aia, n. 1635 - Londra, † 1688)
- Emilia Chopin, polacca (Varsavia, n. 1812 - Varsavia, † 1827)
- Emilia di Sassonia (Freiberg, n. 1516 - Ansbach, † 1591)
- Emilia Garito, ingegnera italiana (Catanzaro, n. 1974)
- Emilia Hazelip, agricoltrice spagnola (Barcellona, n. 1937 - Carcassonne, † 2003)
- Termanzia, romana (Roma, † 415)